# Пономаренко, Александр Владимирович
Александр Владимирович Пономаренко (род. 8 ноября 1963, пгт Макаров, Киевская область) — украинский политик. Член партии ВО «Батькивщина». Народный депутат Украины 6-го созыва. Председатель правления Национальной акционерной компании «Недра Украины» (30 января 2008 — 24 марта 2010).

## Образование
В 1986 году окончил Киевский институт инженеров гражданской авиации, а в 1998 году — Киевский национальный экономический университет.

## Карьера
- 1986—1993 — учёба в Киевском институте инженеров гражданской авиации.
- 1993—1998 — коммерческая деятельность.
- 1998—2000 — в НАК «Нафтогаз Украины».
- 2001—2003 — президент ЗАО "Промышленно-финансовая акционерная компания «Вече».
- Август 2003 — март 2005 — заместитель Председателя Государственного комитета Украины по водному хозяйству. Затем — заместитель председателя правления АБ «Брокбизнесбанк[укр.]».

## Политическая деятельность
Депутат Киевского городского совета (апрель 2006 — 2007) от «Блока Юлии Тимошенко».
Народный депутат Украины 6-го созыва с 23 ноября 2007 до 23 мая 2008 от «Блока Юлии Тимошенко», № 145 в списке. На время выборов: заместитель председателя правления АБ «Брокбизнесбанк», беспартийный. Член фракции «Блок Юлии Тимошенко» (с 23 ноября 2007). Член Комитета по вопросам экологической политики, природопользования и ликвидации последствий Чернобыльской катастрофы (с 26 декабря 2007). Сложил депутатские полномочия 23 мая 2008.